# Luc Hoffmann
Hans Lukas "Luc" Hoffmann (Basel, Švicarska, 23. siječnja 1923. – Camargue, Francuska, 21. srpnja 2016.) bio je švicarski ornitolog, zaštitar prirode i filantrop.  Suosnivač je Svjetske organizacije za zaštitu prirode (WWF), pomogao je uspostaviti Ramsarsku konvenciju za zaštitu močvarnih staništa, i uspostavio je istraživački centar Tour du Valat u francuskom području Camargue.  2012. godine Luc Hoffmannova zaklada MAVA, zajedno s WWF International, osnovala je Institut Luc Hoffmann. Autor je više od 60 knjiga, uglavnom ornitoloških.

## Rani život
Luc Hoffmann rođen je u Baselu, drugi je sin biznismena i ljubitelja umjetnosti Emanuela Hoffmanna i kiparice Maje Hoffmann-Stehlin. Otac mu je umro u prometnoj nesreći kada je Lucu bilo devet godina a sljedeće godine stariji mu je brat umro od leukemije. Njegova se majka tada udala za švicarskog skladatelja Paula Sachera. Unatoč velikom bogatstvu obitelji, Hoffmann je odgajan skrmono. Njegov entuzijazam za prirodni svijet razvio se tijekom djetinjstva, a većinu svog slobodnog vremena provodio je promatrajući ptice na području Bazela. Njegov prvi akademski rad, "Der Durchzug der Strandvögel in der Umgebung Basels" (prolaz morskih ptica u blizini Bazela), pojavio se u Der Ornithologische Beobachter (promatrač ptica) 1941., kad je još bio učenik.
Godine 1941. upisao se na Sveučilište u Baselu, na studij botanike i zoologije. Godine 1943. regrutiran je u švicarsku vojsku, gdje je došao do čina poručnika. Nakon završetka drugog svjetskog rata, Hoffmann je provodio znanstvena istraživanja te doktorirao (PhD) na temi različitih uzoraka boja u mladunaca crvenokljune čigre (Sterna hirundo) u Camargueu na mediteranskoj obali Francuske. Njegov mentor na Sveučilištu u Bazelu bio je Adolf Portmann.

## Zaštita prirode
Hoffmann je 1947. kupio imanje u Camargueu, a 1954. na njemu je osnovao biološku istraživačku stanicu Tour du Valat. Stalna prisutnost ružičastog plamenca ( Phoenicopterus roseus ) u Francuskoj pripisana je konzervacijskom radu Tour du Valat. Hoffmann je također podržavao uzgoj Przewalskog divljeg konja (Equus ferus przewalskii ) u blizini Tour du Valat te njihovu reintrodukciju Mongoliju 2004. godine.  Generacije ekologa su se usavršavali na Tour du Valat, uključujući Johna Krebsa. Istraživanja koja su na Tour du Valat radili studenti sa sveučilišta u Francuskoj, Njemačkoj, Švicarskoj, Italiji, Kanadi i Ujedinjenom Kraljevstvu nagrađena su s više od 60 doktorata znanosti.
Uz Petera Scotta, Juliana Huxleyja, Maxa Nicholsona i druge, Hoffmann je postao osnivač Svjetske organizacije za zaštitu prirode 1961. godine. Na inauguracijskom sastanku postavljen je za potpredsjednika i na toj je funkciji bio do 1988. godine. Za potpredsjednika emeritusa WWF-a postavljen je 1998. godine. Hoffmann je pomogao uspostaviti Nacionalni park Doñana u Andaluziji 1963. godine.
Hoffmann je bio jedan od utemeljitelja Ramsarske konvencije jednog od prvih međunarodnih sporazuma za zaštitu okoliša. Cilj Konvencije je očuvanje močvarnih područja: područja koja su trajno ili periodično pokrivene plitkom vodom i na kojima borave ptice selice. Oko 160 zemalja do sada se obvezalo na zaštitu vlažnih močvara u skladu s konvencijom koja je osmišljena 1971. godine, a stupila je na snagu 1975. godine. 
Hoffmann je 1994. osnovao zakladu MAVA koja distribuira bespovratna sredstva za očuvanje prirode na Sredozemlju, zapadnoj obali Afrike i Alpama. Zaklada MAVA i WWF International osnovali su 2012. godine Institut Luc Hoffmann kako bi odali počast zaštitarskom nasljeđu Luca Hoffmanna. Institut se fokusira na kataliziranje novih znanstvenih ideja za rješavanje sve složenijih i međusobno povezanih izazova očuvanja okoliša. Njegov sin André Hoffmann sjedi u Savjetodavnom odboru Instituta.
Hoffmann je također značajno pridonio očuvanju prirode u: Neusiedler See u Austriji; Nacionalni park Hortobagy u Mađarskoj; Prespanskoj regiji na granici Grčke, Albanije i Sjeverne Makedonije i Nacionalni park Banc d'Arguin u Mauritaniji.

## Ostali interesi
Hoffmannov djed, Fritz Hoffmann-La Roche, osnovao je farmaceutsku tvrtku Hoffmann-La Roche 1896. godine. Bio je sin industrijalca Emanuela "Manno" Hoffmanna (1896-1932) i kiparice Maje rođene Stehlin (1896-1989) i brat Vere Oeri-Hoffmann. Njegova obitelj je većinski dioničar farmaceutske tvrtke Hoffmann-La Roche. Od 1953. do 1996. Hoffmann je bio na čelu tvrtke Hoffmann-la Roche. 
Izvorna ambicija Yolande Clergue za stvaranje fondacije Van Gogh dobila je novi zamah od strane Luc Hoffmanna koji je 2008. uspostavio Fondation Vincent van Gogh Arles. Aktivnosti te zaklade namijenjene su očuvanju sjećanja na Vincenta Van Gogha u Arlesu i njegovanju suvremene umjetnosti. 
Pomogao je postaviti nacionalno žalbeno tijelo u Austriji 1963. godine, a 1980-ih je bio predsjednik francuskog nacionalnog žalbenog tijela. Bio je vitez Nacionalnog reda Legije časti i suradnik Američkog udruženja za napredak znanosti.

## Brak i obitelj
Godine 1953. u Beču Hoffmann se oženio Darijom Razumovsky (1925. – 2002.), drugim djetetom grofa Andreasa Razumovskog i princeze Katharine Nikolajevne Sayn-Wittgenstein, koji su 1918. pobjegli iz Rusije nakon Oktobarske revolucije. Zajedno su imali četvero djece: Veru, Maju, Andréa i Daschenku.  

## Nagrade
- Počasni doktorat Sveučilišta u Bazelu (2001)
- Euronatur okolišna nagrada (2007.)
- Suradnik Američkog udruženja za napredak znanosti (1973)[16]
- Vitez Nacionalnog reda Legije časti (1989.)
- Zaštitarska medalja vojvode Edinburškog, koju dodjeljuje Svjetska organizacija za zaštitu prirode (1998.)
- John C Phillips medalja koju dodjeljuje Međunarodna unija za očuvanje prirode (2004).[17]
- Počasni doktorat iz Poslovne škole Lausanne (2013)